# Парламентская сессия
Парла́ментская се́ссия — период, в течение которого парламент собирается для обсуждений законопроектов или просто текущих событий.

## Виды
Сессии парламента могут быть очередными, чрезвычайными или обязательными.

### Очередные сессии
Это периоды, в течение которых парламент заседает без особых причин или созывов лишь потому, что это предусмотрено Конституцией или (намного реже) законом. Даты открытия и закрытия очередных сессий в разных государствах различны.
За один год может пройти одна, две и даже (намного реже) три сессии.
Сроки сессий в Федеральном Собрании Российской Федерации устанавливаются для Государственной Думы и Совета Федерации отдельно друг от друга. Ежегодная работа Федерального Собрания делится на две сессии: весеннюю (между зимними и летними каникулами) и осеннюю (между летними и зимними каникулами). Право определения сроков очередных сессий оставлено за самой Государственной Думой и Советом Федерации. С этой целью принимаются соответствующие постановления. Например, осенняя сессия Думы 2008 продолжалась с 25 августа по 31 декабря, а весенняя сессия 2009 — с 11 января по 19 июля. Совет Федерации собирается на весеннюю сессию, как правило, с 25 января по 15 июля, на осеннюю — с 16 сентября по 31 декабря.
В XX поправке к американской конституции предусмотрено, что Конгресс США ежегодно собирается в начале января. В Финляндии Парламенту предоставлена полная свобода в выборе сроков очередных сессий.
В некоторых государствах, напротив, сроки начала и окончания очередных сессий закреплены в конституции. Французский парламент с 1995 собирается лишь на одну очередную сессию, которая начинается в первый рабочий день октября и завершается в последний рабочий день июня. Республиканское собрание Португалии также заседает с 15 сентября по 15 июня.
Кортесы Испанского Королевства проводят две очередных сессии в течение года: с сентября по декабрь и с февраля по июнь. Согласно ст. 83 Конституции Украины очередные сессии Верховной Рады Украины начинаются в первый вторник февраля и первый вторник сентября каждого года. 
В Парламенте Руанды существует три очередных сессии продолжительностью два месяца каждая: первая начинается 5 февраля, вторая — 5 июня, а третья — 5 октября.
Открытие очередной сессии может также сопровождаться особой церемонией, такой как тронная речь в Соединённом королевстве.
Период между двумя очередными сессиями называется «парламентскими каникулами».

### Чрезвычайная сессия
В отличие от очередной, чрезвычайная сессия проходит вне предусмотренного или закреплённого за очередной сессией периода. Продолжительность и причина такого вида сессии должны определяться на специальном собрании.
Если вернуться к вышеупомянутым примерам, то созыв на чрезвычайную сессию французского парламента может произойти лишь с июля по сентябрь и лишь по требованию премьер-министра или большинства членов Национального собрания. Подобные сессии открываются и закрываются президентским указом.
В Португалии решение принимает постоянная комиссия Собрания или президент, но вопрос должен быть особым, а в Испании проведение чрезвычайной сессии обусловлено требованием Постоянной депутации от правительства или абсолютного большинства депутатов или сенаторов.
В Японии созвать парламент на чрезвычайную сессию может лишь кабинет министров. Между тем, он обязан это сделать, если этого требуют не менее четверти депутатов или советников.
В других странах, в том числе в США и России, в отношении чрезвычайной сессии ничего не предусмотрено.

### Обязательная сессия
Обязательная сессия отличается от чрезвычайной тем, что её проведение просто обусловлено решением или событием, причём официальное собрание не требуется. К тому же, подобная сессия может проводиться в течение чрезвычайной сессии.
Так, Государственная Дума Федерального Собрания Российской Федерации обязательно собирается на первое заседание на тридцатый день после избрания, но Президент может созвать заседание и ранее этого срока.
Французское Национальное собрание обязательно заседает во второй четверг после своего избрания, если до этого оно было распущено. Сессия обязательно открывается на пятнадцать дней, если вдруг парламент находится на каникулах. В Финляндии парламент должен незамедлительно собраться в случае мобилизации войск.